# مفهوم النشاط البحثي
مفهوم النشاط البحثي (SAC) هو مفهوم نفسي فيزيولوجي يتضمن سلوك الشخص ومقاومة الضغط وعوامل الانتكاس والآليات الإمراضية الخاصة بالاضطرابات العقلية والنفسية الجسدية المختلفة، وكذلك وظائف نوم حركة العين السريعة والنشاط أحادي الأمينات بالمخ وتجانب المخ.

## معلومات تاريخية
تمت صياغة المصطلح «مفهوم النشاط البحثي» خلال السبعينيات بواسطة في إس روتنبرغ  مع في في أرشافسكي استنادًا إلى الفحوصات النفسية التي يتم إجراؤها على البشر والحيوانات وفقًا للدور الذي تلعبه مختلف أشكال السلوك في مقاومة الجسم للضغط والأمراض.

## التوجهات السلوكية
يقوم مفهوم النشاط البحثي بالتمييز بين أنواع السلوك التالية:
- النشاط البحثي (SA)، المُصمم لتغيير الموقف أو توجه الشخص نحوه، المتسم بالغموض فيما يتعلق بنتائج هذا النشاط (احتمال التنبؤ غير محدد)، ولكنه يتسم بالمراقبة المستمرة للنتيجة في جميع مراحل النشاط. ويمثل النشاط البحثي، في البشر والحيوانات العليا، أحد مكونات القتال والطيران وتوجيه السلوك؛ أما في الحيوانات بشكل عام فهو أحد مكونات التحفيز الذاتي؛ وفي البشر بشكل عام فهو المكون الرئيسي للنشاط الإبداعي. وتتمثل إشارة النشاط البحثي في الحيوانات في إيقاع ثيتا الحصيني عالي المدى وجيد التنظيم.
- السلوك الثابت (St)، الذي يستخدم المهارات والخوارزميات الاعتيادية ذات النتائج التي يمكن التنبؤ بها والتكيفية في الظروف غير الإجهادية؛ حيث ينتمي كل من النشاط البحثي والسلوك الثابت إلى السلوك الهادف.
- السلوك الفوضوي (المذعور) (Ch)، الذي قد يبدو شبيهًا للنشاط البحثي ومع ذلك فهو لا يتضمن مراقبة نتائج النشاط. فهو مليء بالأفعال غير الكافية وغالبًا ما يؤدي في النهاية إلى التخلي عن البحث؛
- التخلي عن البحث (السلوك السلبي، Pa)، الذي يتجلى في رد فعل الاستسلام (التنازل) والعجز والتجمد.

## السلوك ومقاومة الجسم
تنتمي كافة أشكال السلوك التي تتضمن النشاط البحثي إلى التكيف وزيادة مقاومة الضغط وعوامل الانتكاس. وقد يؤدي غياب النشاط البحثي في الظروف المجهدة إلى تطور الاضطرابات العقلية (الاكتئاب والقلق) والاضطرابات النفسية الجسدية. وعلى عكس مفهوم التكيف، تكمن قيمة النشاط البحثي في العملية نفسها؛ وليس في النتائج الواقعية للسلوك.

## السلوك والنوم التناقضي (حركة العين السريعة)
وفقًا لمفهوم النشاط البحثي، فالنشاط البحثي في نوم حركة العين السريعة أثناء الأحلام يعوض نقص النشاط البحثي في فترة اليقظة السابقة ويضمن استئناف النشاط البحثي في فترة اليقظة التالية. ومن الناحية الوظيفية، تُعتبر أحلام نوم حركة العين السريعة الكافية (استنادًا إلى المهارات نصف الكروية الصحيحة المرتفعة) أمرًا بالغ الأهمية لمنع الاضطرابات العقلية والنفسية الجسدية. ففي الحيوانات، يؤدي الحرمان من نوم حركة العين السريعة المقترن بالسلوك السلبي إلى الموت.

## السلوك ونوم حركة العين السريعة والأمينات الأحادية بالمخ
هناك تغذية راجعة إيجابية بين النشاط البحثي والأمينات الأحادية بالمخ أثناء الاستيقاظ. ففي نوم حركة العين السريعة، يعتمد النشاط البحثي على نشاط الدوبامين غير المنظم بالمخ ويوفر الشرط الخاص بإعادة تحسيس مستقبلات النورأبينفرين الموجودة في الخلايا خلف المشبكية.

## السلوك وبعض الاضطرابات العقلية
يُفسرفصام جنون العظمة على أنه نشاط بحثي مضلل أو غير متصل بالموضوع كنتيجة للنقص الوظيفي في طريقة تفكير نصف الكرة الصحيح متعدد الدلالات. يعرض فقدان الشهية العصبي نشاطًا بحثيًا مرضيًا مضللاً (من خلال المواجهة لتحديات مثل الشهية وضغط الأقارب وما إلى ذلك) على أنه تعويض لنقص النشاط البحثي في مجالات أخرى.